# Tamarix litwinowii
Tamarix litwinowii är en tamariskväxtart som beskrevs av Sofîa Gennadievna Gorschkova. Tamarix litwinowii ingår i släktet tamarisker, och familjen tamariskväxter. Inga underarter finns listade.